# Hosokawa Junya
Junya Hosokawa (細川 淳矢 Hosokawa Junya, sinh ngày 24 tháng 6 năm 1984 ở Kōnosu, Saitama) là một cầu thủ bóng đá người Nhật Bản hiện tại thi đấu cho Mito HollyHock.
Có nhiều tin đồn rằng Junya Hosokawa có ý muốn đầu quân cho câu lạc bộ Indonesia, Persiraja Banda Aceh.

## Thống kê sự nghiệp câu lạc bộ
Cập nhật đến ngày 23 tháng 2 năm 2017.
| Thành tích câu lạc bộ | Thành tích câu lạc bộ | Thành tích câu lạc bộ | Giải vô địch | Giải vô địch | Cúp                   | Cúp                   | Cúp Liên đoàn | Cúp Liên đoàn | Tổng cộng | Tổng cộng |
| Mùa giải              | Câu lạc bộ            | Giải vô địch          | Số trận      | Bàn thắng    | Số trận               | Bàn thắng             | Số trận       | Bàn thắng     | Số trận   | Bàn thắng |
| Nhật Bản              | Nhật Bản              | Nhật Bản              | Giải vô địch | Giải vô địch | Cúp Hoàng đế Nhật Bản | Cúp Hoàng đế Nhật Bản | J. League Cup | J. League Cup | Tổng cộng | Tổng cộng |
| --------------------- | --------------------- | --------------------- | ------------ | ------------ | --------------------- | --------------------- | ------------- | ------------- | --------- | --------- |
| 2006                  | Vegalta Sendai        | J2 League             | 2            | 0            | 0                     | 0                     | -             | -             | 2         | 0         |
| 2007                  | Vegalta Sendai        | J2 League             | 1            | 0            | 1                     | 0                     | -             | -             | 2         | 0         |
| 2008                  | Vegalta Sendai        | J2 League             | 3            | 0            | 0                     | 0                     | -             | -             | 3         | 0         |
| 2009                  | Vegalta Sendai        | J2 League             | 0            | 0            | 0                     | 0                     | -             | -             | 0         | 0         |
| 2010                  | Vegalta Sendai        | J1 League             | 0            | 0            | 0                     | 0                     | 2             | 0             | 2         | 0         |
| 2011                  | Vegalta Sendai        | J1 League             | 3            | 0            | 1                     | 0                     | 1             | 0             | 5         | 0         |
| 2012                  | Mito Hollyhock        | J2 League             | 7            | 1            | 1                     | 0                     | -             | -             | 8         | 1         |
| 2013                  | Mito Hollyhock        | J2 League             | 39           | 1            | 2                     | 1                     | -             | -             | 41        | 2         |
| 2014                  | Mito Hollyhock        | J2 League             | 10           | 0            | 1                     | 0                     | -             | -             | 11        | 0         |
| 2015                  | Mito Hollyhock        | J2 League             | 32           | 1            | 2                     | 0                     | -             | -             | 34        | 1         |
| 2016                  | Mito Hollyhock        | J2 League             | 35           | 2            | 0                     | 0                     | -             | -             | 35        | 2         |
| Tổng cộng sự nghiệp   | Tổng cộng sự nghiệp   | Tổng cộng sự nghiệp   | 132          | 5            | 8                     | 1                     | 3             | 0             | 143       | 6         |